# Sarah Carter
Sarah Sanguin Carter (Toronto, 30 ottobre 1980) è un'attrice canadese.

## Biografia
Interessata sin da piccola alla danza e al teatro, il suo primo ruolo è stato in una recita scolastica che metteva in scena il Mago di Oz in cui interpretava Dorothy. Una volta finita la scuola ha viaggiato per un anno per tutta l'Europa; tornata in Canada è entrata nel Ryerson Theatre School a Toronto dove è stata scoperta mentre recitava un monologo.
Per un certo periodo Sarah Carter ha lasciato il mondo della recitazione trascorrendo del tempo in India e a Cuba, dove ha lavorato in un orfanotrofio.

## Carriera
Una delle sue prime apparizioni televisive è nel 2001 nel telefilm di grande successo Dark Angel, ma negli Stati Uniti si fa notare particolarmente nella serie televisiva Black Sash del 2003 dove interpreta la co-protagonista. In Italia è conosciuta soprattutto per aver interpretato Madeleine Poe nella serie con James Woods Shark - Giustizia a tutti i costi, Alicia Baker nel telefilm Smallville e per essere stata tra le protagoniste del film DOA: Dead or Alive.
Nel 2011 è protagonista di Falling Skies, serie di fantascienza prodotta da Steven Spielberg, e dal 2015 fa parte del cast regolare di Rogue.
Nel 2019 interpreta Cicada 2 nella quinta stagione di The Flash.

## Filmografia

### Cinema
- Mindstorm, regia di Richard Pepin (2001)
- Wishmaster 3 - La pietra del diavolo (Wishmaster 3: Beyond the Gates of Hell), regia di Chris Angel (2001)
- Un poliziotto a quattro zampe 3 (K-9: P.I.), regia di Joel Bergvall (2002)
- Final Destination 2, regia di David Richard Ellis (2003)
- Haven, regia di Frank E. Flowers (2004)
- Berkeley, regia di Bobby Roth (2005)
- Skinwalkers - La notte della luna rossa (Skinwalkers), regia di James Isaac (2006)
- DOA: Dead or Alive, regia di Corey Yuen (2006)
- Pledge This!, regia di William Heins (2006)
- Killing Zelda Sparks (Barstool Words), regia di Jeff Glickman (2007)
- Misconceptions, regia di Ron Satlof (2008)
- Freakdog (Red Mist), regia di Paddy Breathnach (2009)
- La memoria del cuore (The Vow), regia di Michael Sucsy (2012)

### Televisione
- Cold Squad - Squadra casi archiviati (Cold Squad) - serie TV, episodio 4x09 (2000)
- Los Luchadores - serie TV, 4 episodi (2001)
- Trapped - Inferno di cristallo  (Trapped), regia di Deran Sarafian (2001) - film TV
- The Immortal - serie TV, episodio 1x14 (2001)
- Wolf Lake - serie TV, 1 episodio (2001)
- Dark Angel - serie TV, 1 episodio (2001)
- Undeclared - serie TV, 1 episodio (2002)
- Boys and Girls - serie TV, 1 episodio (2002)
- A Date with Darkness: The Trial and Capture of Andrew Luster, regia di Bobby Roth (2003) - film TV
- Black Sash - serie TV, 8 episodi (2003)
- The Twilight Zone - serie TV, 1 episodio (2003)
- Smallville - serie TV, 3 episodi (2003-2004) - Alicia Baker
- Boston Legal - serie TV, 1 episodio (2005)
- Entourage - serie TV, 1 episodio (2005)
- Numb3rs - serie TV, 3 episodi (2005)
- Shark - Giustizia a tutti i costi (Shark) - serie TV, 38 episodi (2006-2008) - Madeleine Poe
- Eureka - serie TV, 1 episodio (2007)
- Confessions of a Go Go Girl, regia di Grant Harvey (2008) - Film TV
- Dirty Sexy Money - serie TV, 2 episodi (2008-2009)
- CSI: NY - serie TV, 3 episodi (2009-2010) - Haylen Becall
- White Collar - serie TV, 1 episodio (2010)
- Falling Skies - serie TV, 39 episodi (2011-2015) - Margaret "Maggie" May
- Hawaii Five-0 - serie TV, 2 episodi (2015)
- Rogue - serie TV, (2015-2017)
- Law & Order - Unità vittime speciali (Law & Order: Special Victims Unit) - serie TV, episodio 20x06 (2018)
- The Flash - serie TV, episodio 5x17 (2019)

## Discografia
Appassionata anche di musica rock sperimentale, fonda nel 2010 il duo SanguinDrake il cui primo album Pretty Tricks esce nel 2012.

## Doppiatrici italiane
Nelle versioni in italiano dei suoi film, Sarah Carter è stata doppiata da:
- Ilaria Latini in Shark - Giustizia a tutti i costi, Dirty Sexy Money
- Deborah Ciccorelli in Los Luchadores, Haven
- Irene Di Valmo in CSI: NY, White Collar
- Chiara Gioncardi in Falling Skies (st. 3-5), The Flash
- Laura Latini in DOA: Dead or Alive
- Letizia Scifoni in Skinwalkers - La notte della luna rossa
- Federica De Bortoli in Smallville
- Laura Facchin in Falling Skies (st. 1-2)
- Monica Vulcano in Hawaii Five-0